# سيرجيو بارديلا
سيرجيو بارديلا (بالإسبانية: Sergio Pardilla)‏ (و. 1984  م) هو راكب دراجة هوائية إسباني، ولد في ميمبريلا، سيوداد ريال، شارك في طواف إسبانيا، وطواف إسبانيا 2014، مركز لعبه هو متخصص التسلق ‏.

## سجل الفوز

### سباقات أو مراحل فاز بها
| التاريخ        | السباق                                 | المركز                      |
| -------------- | -------------------------------------- | --------------------------- |
| 01 يناير 2005  | 2004 Nafarroako Itzulia                | الثامن في التصنيف العام     |
| 01 يناير 2006  | 2006 Nafarroako Itzulia                | التاسع في التصنيف العام     |
| 09 سبتمبر 2006 | تور دي أفينير 2006                     |                             |
| 25 يوليو 2008  | برويبا فيلافرانسا دي أورديزيا 2008     |                             |
| 24 مايو 2009   | طواف اليابان 2009                      | الفائز في التصنيف العام     |
| 01 يناير 2010  | فولتا البرتغال 2010                    |                             |
| 01 يناير 2010  | طواف أندلوسيا 2010                     | الفائز حسب تصنيف المجموعة   |
| 11 يوليو 2010  | طواف النمسا 2010                       |                             |
| 18 يوليو 2010  | طواف كوميونيداد مدريد 2010             | الفائز في التصنيف العام     |
| 27 مايو 2012   | طواف إيطاليا 2012                      | المرتبة 18 في التصنيف العام |
| 08 يوليو 2012  | طواف النمسا 2012                       | العاشر في التصنيف العام     |
| 02 مارس 2013   | طواف لانكاوي 2013                      |                             |
| 15 مايو 2016   | 2016 Volta Internacional Cova da Beira |                             |

## روابط خارجية
- سيرجيو بارديلا على موقع الاتحاد الدولي للدراجات (الإنجليزية)
- سيرجيو بارديلا على موقع أرشيف الدراجات (الإنجليزية)
- سيرجيو بارديلا على موقع إحصائيات الدراجات الإحترافية (الإنجليزية)
- سيرجيو بارديلا على موقع نسبة الدراجات (الإنجليزية)
- سيرجيو بارديلا على موقع CycleBase (الإنجليزية)